# Elaphria versicolor
Elaphria versicolor är en fjärilsart som beskrevs av Augustus Radcliffe Grote 1874. Elaphria versicolor ingår i släktet Elaphria och familjen nattflyn. Inga underarter finns listade i Catalogue of Life.

## Bildgalleri

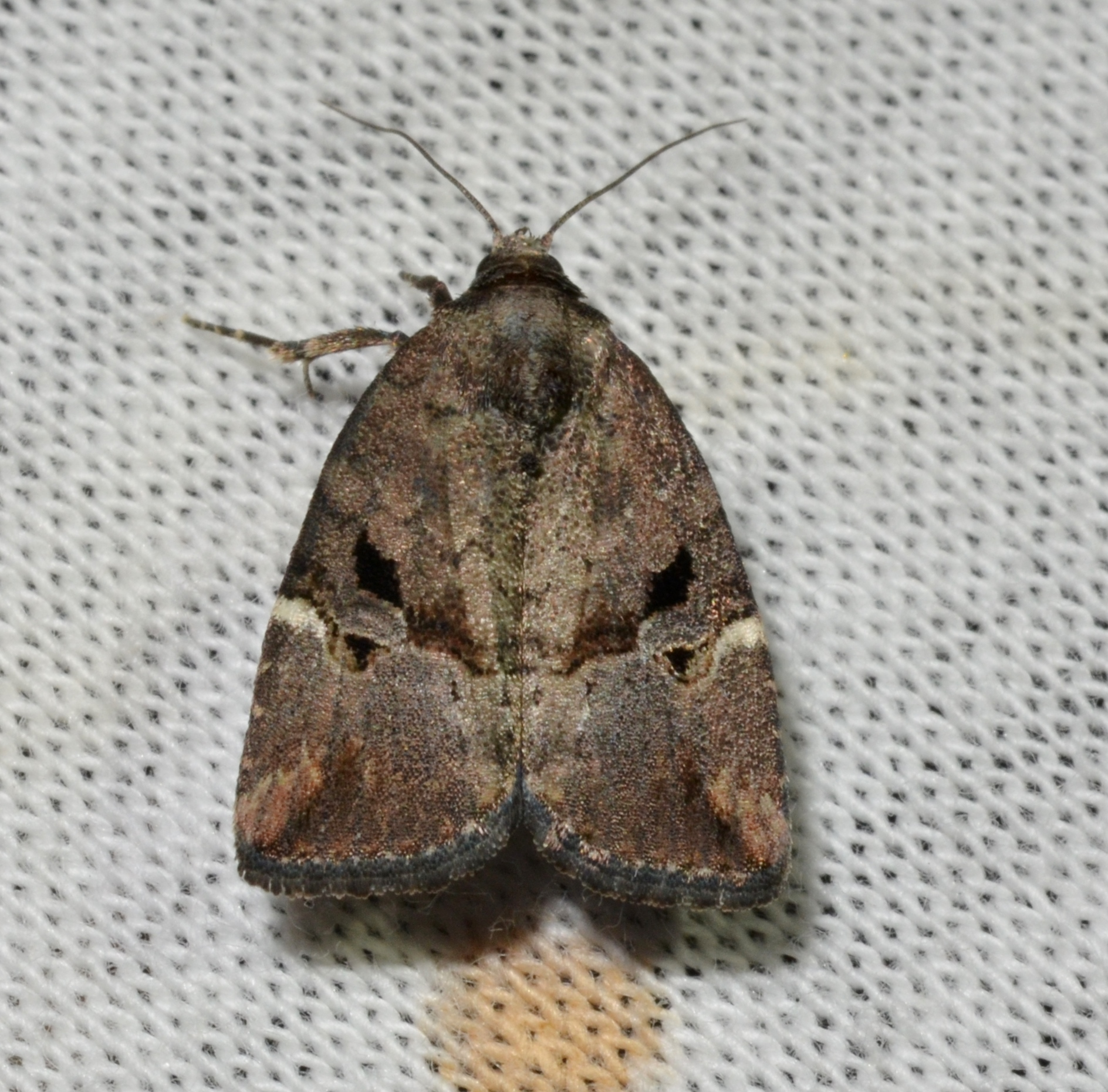